# Aabenraa
Aabenraa (nebo Åbenrå) je přístavní město v Dánsku. Je součástí stejnojmenné obce a regionu Syddanmark. Má 15 967 obyvatel (2016).

## Historie a současnost
První písemná zmínka o městě pochází z 12. století. Jeho název znamená „otevřená pláž“ (dánsky: åben strand). Počet jeho obyvatel klesá, v roce 1978 mělo 21 000 obyvatel. Ve městě dominuje strojírenský a potravinářský průmysl.